# Crack (informatyka)
Crack (z ang. pęknięcie, szczelina) – sposób na przełamanie technicznych zabezpieczeń głównie oprogramowania, gier komputerowych, rzadziej sprzętu komputerowego, w sytuacji, gdy jest to działanie nielegalne.
Znany jest powszechnie jako niewielkich rozmiarów program (zazwyczaj łata) służący do wyłączenia zabezpieczeń w innych programach przez unieszkodliwienie procedur zabezpieczających np. procedur sprawdzających numer seryjny programu, klucz sprzętowy, płytę kompaktową (tzw. nocd crack – najczęściej wykorzystywany w nieautoryzowanych kopiach gier komputerowych) itp. Istnieją również cracki pozwalające na obejście ograniczeń wersji demonstracyjnej lub trial programów i gier najczęściej poprzez podmianę plików wykonywalnych lub innych komponentów tego oprogramowania.